# Berrocalejo (kommunhuvudort)
Berrocalejo är en kommunhuvudort i Spanien. Den ligger i provinsen Provincia de Cáceres och regionen Extremadura, i den centrala delen av landet, 160 km väster om huvudstaden Madrid. Berrocalejo ligger 376 meter över havet och antalet invånare är 118. Den ligger vid sjön Embalse de Valdecañas.
Terrängen runt Berrocalejo är platt norrut, men söderut är den kuperad. Runt Berrocalejo är det mycket glesbefolkat, med 3 invånare per kvadratkilometer. Närmaste större samhälle är Navalmoral de la Mata, 18,2 km väster om Berrocalejo. Omgivningarna runt Berrocalejo är huvudsakligen savann.